# Yuya Ando
Yuya Ando (japanska: 安藤優也?, Andō Yūya), född den 27 december 1977 i Ōita, är en japansk före detta professionell basebollspelare som spelade 16 säsonger i Nippon Professional Baseball (NPB) 2002–2017. Ando var högerhänt pitcher.
Ando spelade under hela sin karriär för Hanshin Tigers. Han spelade totalt 486 matcher i grundserien och var 77-66 (77 vinster och 66 förluster) med en earned run average (ERA) på 3,56 och 822 strikeouts.
Ando tog brons för Japan vid olympiska sommarspelen 2004 i Aten.
Ando utsågs inför 2018 års säsong till tränarstaben för Hanshin Tigers.